# Aselect
Aselect (synoniemen: willekeurig, lukraak, blindelings of random (een leenwoord uit het Engels, vermeld in het Groene Boekje)) is een begrip in de wiskunde, meer specifiek de statistiek, met de betekenis: 'volkomen bepaald door het toeval'. Het houdt in dat bij steekproef of trekking van een element uit een populatie, zoals een aantal getallen of personen, ieder element in die populatie evenveel kans maakt te worden getrokken. De uitkomst van een aselecte trekking kan daardoor niet worden voorspeld of gereproduceerd, er doet zich in een lange reeks van trekkingen geen regelmaat of patroon voor en ieder element in de populatie komt wanneer de steekproef maar vaak genoeg wordt uitgevoerd ongeveer even veel voor. Een aselecte steekproef voldoet daarmee aan de wetten van de grote aantallen.
Hoewel men voor toepassingen zoals geluksspelen werkelijk aselecte trekkingen wenst, kan vaak met zogenaamde pseudo-aselecte trekkingen worden volstaan. Die produceren rijen getallen die qua criteria nauwelijks van echt aselect getrokken getallen zijn te onderscheiden, maar desondanks wel kunnen worden gereproduceerd. Een pseudo-aselect getal is dus niet aselect, maar lijkt dat wel te zijn. De getallen die worden gegenereerd door toevalsgenerators, die in veel computers worden gebruikt, zijn op die manier bedoeld niet volkomen aselect.